# Тартацька сільська рада (Дзержинський район)
Тартацька сільська рада (деколи — Тартакська сільська рада) — колишня адміністративно-територіальна одиниця та орган місцевого самоврядування у Баранівському, Довбишському, Новоград-Волинському і Дзержинському районах Волинської округи, Київської та Житомирської областей УРСР з адміністративним центром у с. Тартак.

## Населені пункти
Сільській раді на момент ліквідації були підпорядковані населені пункти:
- с. Адамівка
- с. Дібрівка
- с. Жовте
- с. Любарська Гута
- с. Тартак
- с. Червонодвірка

## Населення
Кількість населення ради, станом на 1923 рік, становила 1 519 осіб, кількість дворів — 384.
Станом на 1927 рік, кількість населення сільської ради складала 1 259 осіб, з них 1 037 (82.4 %) — особи польської національності. Кількість селянських господарств — 283.
Кількість населення ради, станом на 1931 рік, становила 1 378 осіб.

## Історія та адміністративний устрій
Утворена 1923 року в складі сіл Дідок, Жовте, Красне і Тартак Рогачівської волості Новоград-Волинського повіту. 7 березня 1923 року увійшла до складу новоутвореного Баранівського району Житомирської округи. 3 листопада 1923 року до складу ради включене с. Станіславівка Климентальської сільської ради Баранівського району. 19 серпня 1925 року с. Жовте було передане до складу Кам'янобрідської, а с. Станіславівка — Острожецької сільських рад. 1 вересня 1925 року рада, в статусі польської національної, увійшла до складу новоствореного Довбишського району. 
17 жовтня 1935 року цей район (вже під назвою Мархлевський) було ліквідовано, сільська рада повернулась до складу Баранівського району. 9 вересня 1939 року раду передано до складу відновленого Довбишського району (під назвою Щорський). Станом на 1 жовтня 1941 року села Дідок та Красне на обліку не перебували.
Станом на 1 вересня 1946 року сільська рада входила до складу Довбишського району Житомирської області, на обліку в раді перебувало с. Тартак.
11 серпня 1954 року до складу ради були включені села Жовте та Червоний Двір ліквідованої Жовтенської сільської ради Довбишського району. 28 листопада 1957 року, в зв'язку з ліквідацією Довбишського району, сільрада повернулась до Баранівського району. Ліквідована 5 березня 1959 року, територію ради включено до складу Кам'янобрідської селищної ради Баранівського району.
Відновлена 1 січня 1963 року в складі Новоград-Волинського району з селами Жовте, Дібрівка, Тартак, Червонодвірка Кам'янобрідської та Адамівка, Любарська Гута Довбишської селищних рад в підпорядкуванні. 4 січня 1965 року, відповідно до указу Президії Верховної ради УРСР «Про внесення змін в адміністративне районування Української РСР», сільську раду було включено до складу Дзержинського району.
Ліквідована 5 липня 1965 року, села Жовте, Дібрівка, Тартак та Червонодвірка були повернуті до складу Кам'янобрідської, Адамівка та Любарська Гута — Довбиської селищних рад.